# Duck Amuck
Duck Amuck (en español: Pato aturdido) es un cortometraje animado surrealista dirigido por Chuck Jones con guion de Michael Maltese. Fue estrenado en 1953 por The Vitaphone Corporation, la división de cortometrajes de Warner Bros. Pictures, como parte de la serie Merrie Melodies. Está protagonizado por el Pato Lucas, quien es atormentado por un animador desconocido (al final se sabe que es Bugs Bunny) que cambia constantemente los fondos, ropa, voz, apariencia e incluso forma del personaje. El caos y la confusión reinan durante todo el corto, mientras Lucas intenta que la historia vuelva a la normalidad y el animador ignora, malinterpreta o toma al pie de la letra sus cada vez más frenéticas demandas.
En 1994, el cortometraje fue votado en el puesto 2 de The 50 Greatest Cartoons por diversos profesionales del mundo de la animación, solo por debajo de What's Opera, Doc?, también dirigido por Chuck Jones. Es una de las obras animadas más notables de la Warner, y ha sido incluida en la Biblioteca del Congreso de Estados Unidos y seleccionada para ser preservada en el National Film Registry.
El cortometraje ha sido incluido en varias recopilaciones de los Looney Tunes en DVD e inspiró el videojuego Looney Tunes: Duck Amuck, estrenado en 2007 para Nintendo DS.

## Trama
El cortometraje comienza mostrando al Pato Lucas como un espadachín en la época de los mosqueteros. A medida que el personaje avanza blandiendo su florete, el fondo comienza a desaparecer, quedando en blanco. Lucas se da cuenta de esto y le solicita al animador a cargo del filme que dibuje algún escenario. En ese momento aparece un pincel gigante que dibuja una granja. Sorprendido por el cambio de la ambientación, Lucas cambia su vestuario al de un granjero y comienza a cantar a medida que camina. Sin embargo, el fondo vuelve a cambiar, esta vez a un paisaje ártico. Lucas vuelve a cambiar su vestuario al de un esquiador, pero descubre que el escenario pasa a ser un paisaje tropical y cambia su vestuario a uno de tipo hawaiano. Lucas avanza hasta que el fondo vuelve a quedar completamente en blanco.
Lucas intenta razonar con el animador diciendo que los cortometrajes animados necesitan un escenario. Mientras habla, aparece un lápiz gigante que le borra. Cuando Lucas pregunta dónde está, el animador vuelve a dibujarle, vestido como cantante de música country con una guitarra. Cuando Lucas intenta tocar la guitarra, ésta no suena, y Lucas muestra un cartel en el que pone "¡SONIDO, POR FAVOR!". En ese momento, la guitarra empieza a emitir distintos sonidos, y Lucas también cuando intenta hablar. Lucas pierde la paciencia y le pide al animador que dibuje algún tipo de fondo para el corto.
El animador dibuja un fondo muy simple con lápiz, pero cuando Lucas le pide algo de color, el animador le pinta a él con distintos colores en vez del fondo. Tras esto, el animador vuelve a borrar a Lucas, y lo dibuja como una criatura de aspecto estrafalario. Lucas se da cuenta de esto cuando el animador dibuja un espejo junto a él, y se enfada. El animador vuelve a dibujar a Lucas en su aspecto original, esta vez vestido de marinero. El pato le pide que dibuje algún fondo acorde al contexto y el animador dibuja un mar debajo de Lucas pero no un barco, haciéndole caer al agua. Lucas llega hasta una isla, pero ésta está demasiado alejada de la cámara. Lucas pide un primer plano, y la cámara hace un zum hasta mostrar únicamente los ojos de Lucas.
Mientras Lucas trata una vez más de entrar en razón con el animador, los bordes de la imagen comienzan a caer sobre él. El animador dibuja un palo y Lucas lo utiliza para poner los bordes en su lugar, pero el palo se rompe y Lucas destroza la imagen gritando de forma histérica y pidiendo poder empezar el cortometraje de nuevo, pero el animador coloca el cartel de "The End". Lucas lo aparta inemdiatamente y decide entretener a la audiencia a su manera. En ese momento la película se desalinea, haciendo que haya dos Lucas en pantalla. Los dos empiezan a discutir y se disponen a golpearse, pero el animador borra a uno cuando el otro iba a darle un puñetazo.
Finalmente, el animador viste a Lucas como piloto de avión y luego dibuja una montaña en su camino. El avión se estrella fuera de escena y cuando Lucas se lanza en paracaídas, el animador lo reemplaza con un yunque. Por la caída, Lucas queda aturdido y empieza a golpear el yunque con un martillo. El animador reemplaza el yunque con un proyectil de artillería, y Lucas lo sigue golpeando hasta que estalla. Cansado por todo lo que ha ocurrido, Lucas comienza a gritar exigiendo al animador que revele su identidad, pero el animador dibuja una puerta delante de Lucas y la cierra. Tras esto, la cámara se aleja y revela que el animador era Bugs Bunny.

## Producción
Según el director Chuck Jones, este corto demostraba que la animación podía crear personajes con una personalidad reconocible, independiente de su apariencia o voz. Al final del cortometraje se revela que el animador es Bugs Bunny, según Jones el final solo tiene un objetivo cómico: Jones (el director) está hablando con el público directamente, preguntando "¿Quién es el Pato Lucas de todas maneras? ¿Lo reconocerían si le hiciera esto? ¿Y si no viviera en el bosque? ¿Y si no tuviera voz? ¿Rostro? ¿Y si no fuera un pato?" En todos los casos, es obvio que Lucas sigue siendo Lucas; no todos los personajes animados tienen tal personalidad que los distinga.
La animación estuvo a cargo de Ken Harris, Lloyd Vaughan y Ben Washam, con la ayuda de Maurice Noble en el diseño y Philip DeGuard en la creación de los fondos.
Duck Amuck está incluido en la compilación The Bugs Bunny-Road Runner Movie, junto a otros cortometrajes favoritos de Jones como What's Opera, Doc?.

## Recepción
El crítico de cine Roger Ebert destacó la labor de Chuck Jones al reescribir las convenciones de los dibujos animados con Duck Amuck. En 1999, el corto fue seleccionado junto a otros 25 trabajos por la Biblioteca del Congreso de Estados Unidos para ser preservado en el National Film Registry. Los requisitos para ser incluidos en aquel registro son que las cintas sean "cultural, histórica o estáticamente significativas". Este fue el segundo de tres cortometrajes de Jones en recibir este honor (los otros son What's Opera, Doc? de 1957 y One Froggy Evening de 1955).
En el libro 50 Greatest Cartoons de Jerry Beck, Duck Amuck es categorizado como el segundo mejor dibujo animado de la historia.